# Svrake
Svrake – wieś w Bośni i Hercegowinie, w Federacji Bośni i Hercegowiny, w kantonie sarajewskim, w gminie Vogošća. W 2013 roku liczyła 1204 mieszkańców, z czego większość stanowili Boszniacy.